# 福生天
福生天（ふくしょうてん　梵：Puṇyaprasavā）は、三界のうち、色界18天の下位から数えて第11番目の天。色界第四禅の第2番目の天。
上部の広果天と下部の無雲天の間に位置する天。
『順正理論』は「異生勝福方所可往生、故説名福生。」（凡夫で勝れた福ある者が往生して生まれ変わる場所であるため、福生天と言う。）と説明する。
『雑阿毘曇心論』『彰所知論』は、この天での天部の身長が250由旬、寿命が250劫とする。また『仏説立世阿毘曇論』は、寿命を400小劫とする。